# 顾东风
顾东风（1958年11月—），江苏南通人，中国预防心脏病学与流行病学家，南方科技大学代理副校长，中国医学科学院北京协和医学院教授。2017年当选为中国科学院院士。

## 生平
1983年毕业于南京医科大学，1986和2007年先后获得北京协和医学院硕士、博士学位。